# Ерамян, Левон Георгиевич
Левон Георгиевич Ерамян (арм. Լևոն Երամյան; 21 декабря 1892, Тифлис, Российская империя — 23 декабря 1938, Баку) — армянский советский актёр. Народный артист Азербайджанской ССР (1938).
Один из основоположников Армянского драматического театра в Тбилиси (1921).

## Биография
Впервые вышел на сцену театра «Новая драма» в 1910 году в Тифлисе, затем выступал в труппе Тифлисского народного дома им. Зубалова.
В 1924—1926 и 1929—1938 годах работал в армянских театрах Баку, в 1928—1929 годах — Ленинакана.
Игра Л. Ерамяна отличалась глубоким лиризмом. Чёткость внешнего рисунка роли, сценическое обаяние — характерные черты его творчества.
Среди ролей, сыгранных в Бакинском армянском театре — Карл Моор, Фердинанд, Незнамов; Пэпо (о. п. Сундукяна), Сейран («Намус» Ширванзаде), Годун («Разлом»), Кречет («Платон Кречет» А. Корнейчука).
Жена — Ерамян, Астра Михайловна, Народная артистка Армянской ССР (1961).
Похоронен на Монтинском кладбище Баку. Памятник установлен за счёт средств Театрального общества.

## Память
Имя Ерамяна в 1939—1949 годах носил Бакинский армянский театр.